# Rondibilis mindanaonis
Rondibilis mindanaonis es una especie de escarabajo longicornio del género Rondibilis, tribu Acanthocinini, subfamilia Lamiinae. Fue descrita científicamente por Breuning en 1956.

## Descripción
Mide 4,5 milímetros de longitud.

## Distribución
Se distribuye por Filipinas.